# Piesacus
Piesacus is een kevergeslacht uit de familie van de boktorren (Cerambycidae). De wetenschappelijke naam van het geslacht werd voor het eerst geldig gepubliceerd in 1987 door Galileo.

## Soorten
Piesacus omvat de volgende soorten:
- Piesacus exiguus Galileo, 1987
- Piesacus magnus Galileo, 1987